# یواس‌اس زئوس (ای‌آربی-۴)
یواس‌اس زئوس (ای‌آربی-۴) (به انگلیسی: USS Zeus (ARB-4)) یک کشتی بود که طول آن ۳۲۸ فوت ۰ اینچ (۹۹٫۹۷ متر) بود. این کشتی در سال ۱۹۴۳ ساخته شد.